# محبوبه (فیلم ۲۰۰۸)
محبوبه (به هندی: Mehbooba) فیلمی محصول سال ۲۰۰۸ و به کارگردانی افضل خان است. در این فیلم بازیگرانی همچون سانجی دات، اجی دیوگن، قادرخان ایفای نقش کرده‌اند.

## داستان
فردی به نام کاران داریوال(اجی دیوگن) نقاشی یک دختر را که در خیال خود دیده می‌کشد و در ذهن خود عاشق این دختر است. تا اینکه روزی دختری به نام وارشا(مانیشا کویرالا) را می‌بیند که بسیار شبیه دختر رویاهای اوست. کاران از دختر خواستگاری می‌کند اما او چون از ازدواج قبلی خود لطمه فراوانی دیده و همسر سابقش او را آزار داده حاضر به ازدواج نیست. سرانجام وارشا می‌پذیرد با کاران ازدواج کند و همراه او به هند برود.
شراوان(سانجی دات) برادر کاران است او هم مدتی است به هند بازگشته است و پس از جدایی از همسرش بسیار ناراحت است او به خاطر اینکه همسر سابقش پایال را اذیت کرده‌است بسیار ناراحت است و عذاب وجدان دارد. او به کاران می‌گوید پایال زیباترین زن بوده‌است و کاران هم همین حرف را در مورد وارشا می‌زند آن‌ها شرط می‌بندند تا روز عروسی شراوان وقتی صورت وارشا را دید نظرش را دربارهٔ اینکه کدامیک زیباتر هستند بدهد او بعد از برداشتن روی وارشا می‌فهمد او همان پایال است اما چیزی به کاران نمی‌گوید.
کاران متوجه تغییر حالت برادرش می‌شود و پس از تحقیق با ارسال عکس همسر سابق برادرش از سوی شرکت او پی به حقیقت می‌برد. کاران که از این وضع ناراحت است می‌خواهد خودکشی کند تا شراوان به خواسته اش برسد و با سرعت ماشینش را به سمت قطار هدایت می‌کند اما در لحظه آخر شراوان او را نجات می‌دهد و خودش کشته می‌شود.